# Malacanthidae
Malacanthidae är en familj av fiskar. Malacanthidae ingår i ordningen abborrartade fiskar (Perciformes). Enligt Catalogue of Life omfattar familjen Malacanthidae 44 arter.
Arterna förekommer i alla hav förutom i polartrakterna. Med undantag av Malacanthus latovittatus uppsöker ingen familjemedlem bräckt vatten. De lever vanligen 50 till 200 meter under vattenytan och vissa arter når ett djup av 500 meter. Dessa fiskar gräver sig ofta ner i grunden eller de vilar i en annan hålighet. De äter ryggradslösa djur samt zooplankton. Det vetenskapliga namnet är bildat av de grekiska orden mala (många) och akantha (torn, tagg).
Släkten enligt Catalogue of Life:
- Branchiostegus
- Caulolatilus
- Hoplolatilus
- Lopholatilus
- Malacanthus